# Бізнес-центр Строярська
Бізнес-центр Строярська (хорв. Poslovni centar Strojarska) — комерційно-житловий центр у столиці Хорватії Загребі, побудований на вулиці «Строярська цеста» (хорв. Strojarska cesta «Машинобудівний шлях») у безпосередній близькості до автовокзалу. Складається зі шістьох будинків, два з яких — житлові. У центрі є два хмарочоси. Головна будівля — 25-поверховий корпус «Б» заввишки 96,15 м — є найвищим житловим будинком у Хорватії. Другий хмарочос — корпус «А» заввишки 54 м налічує 13 поверхів. Комплекс називається «масив Ве-Ем-Де» (хорв. VMD kvart).
Всі будівлі добудовані. 25-поверховий хмарочос заселений наприкінці 2014 року, тоді як інші будинки здані ще раніше.
У діловому центрі «Строярська» будуть гаражі на 4 підземних рівнях на 850 автомобілів. Проєкт коштує близько 750 млн. кун. На частині земельної ділянки між будівлями та автовокзалом буде облаштовано громадський парк і дитячий майданчик.

## Галерея

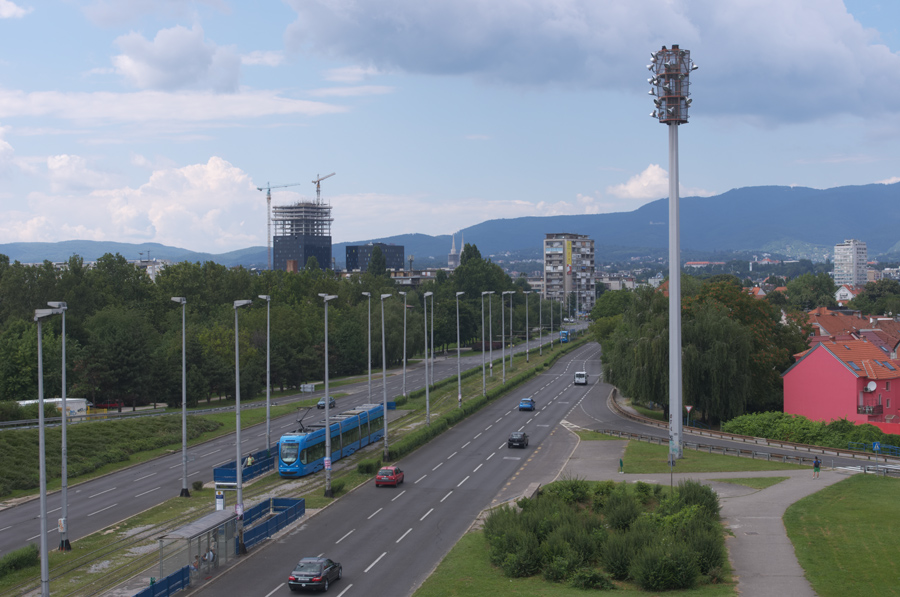
Вид на будівництво хмарочоса в бізнес-центрі «Strojarska».
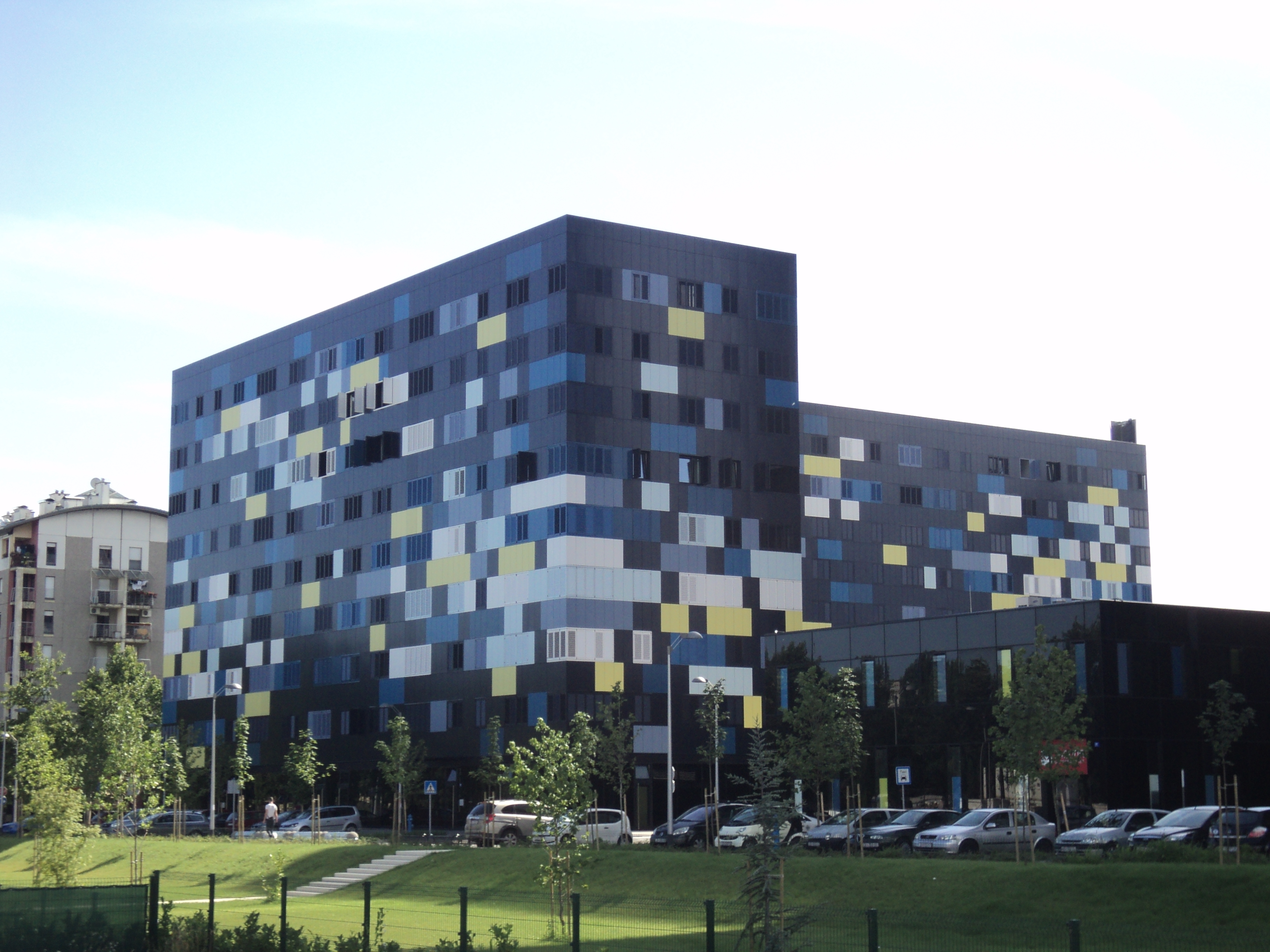
Вид на житлові будинки в бізнес-центрі «Strojarska»